# Deziderij
Deziderij je moško osebno ime.

## Izvor imena
Ime Deziderij je različica moškega osebnega imena Dezider.

## Pogostost imena
Po podatkih Statističnega urada Republike Slovenije je bilo na dan 31. decembra 2007 v Sloveniji število moških oseb z imenom Deziderij: 25.

## Osebni praznik
V koledarju je ime  Deziderij zapisano skupaj z imenom Dezider.